# SAV Vacallo Basket
El SAV Vacallo Basket es un equipo de baloncesto suizo con sede en la ciudad de Chiasso, que compite en la LNA, la primera división del baloncesto suizo. Disputa sus encuentros como local en la Salle Palapenz, con capacidad para 1000 espectadores y en el Pala Sangiorgio. En febrero de 2013 el equipo abandona la liga por problemas financieros.

## Nombres
- Momo (hasta 1999)
- WBT (1999-2000)
- Win Team (2000-2006)
- SAV (2006-)

## Posiciones en liga
- 1996 (2)
- 1997 (1)
- 1998 (1)
- 1999 2+Cup
- 2000 2+KOR
- 2003 (1-LN)
- 2004 (4-LNB)
- 2005 (3-LNB)
- 2006 (5-LNB)
- 2007 (1-LNB)
- 2008 (5-LNA)
- 2009 (1)
- 2010 (2)
- 2011 (5)
- 2012 (5)

## Palmarés
- Campeón Copa Suiza (1999), (2000), (2008), (2009)
- Campeón Liga Nacional de Baloncesto de Suiza (2009)
- Subcampeón Copa Suiza (2010)
- Campeón LNB (2005)